# 鏡鱗無線鰨
鏡鱗無線鰨（学名：Symphurus minor）為輻鰭魚綱鰈形目鰨亞目舌鰨科的其中一種，為亞熱帶海水魚，分布於西大西洋區，從加拿大新斯科細亞省至法屬圭亞那半鹹水、海域，棲息深度18-170公尺，體長可達9公分，棲息在沿岸底層水域、河口區，生活習性不明。
其种加词“minor”意为“较小的”。